# Yang Hao (Volleyballspielerin)
Yang Hao (chinesisch 楊昊, Pinyin Yáng Hào; * 21. März 1980 in Dalian, Liaoning) ist eine chinesische Volleyballspielerin.
Yang Hao spielte in der chinesischen Nationalmannschaft als Außenangreiferin und gewann bei den Olympischen Spielen 2004 in Athen die Goldmedaille und bei den Olympischen Spielen 2008 in Peking die Bronzemedaille. Sie gewann außerdem 2003 den World Grand Prix und den Weltpokal in Japan. Beim World Grand Prix wurde sie mehrfach als „Best Scorer“ bzw. „Best Server“ ausgezeichnet. Yang Hao ist auch mehrfache Asienmeisterin und gewann zweimal die Asienspiele.